# Psammocora profundacella
Espèce
Statut CITES
Psammocora profundacella est une espèce de coraux appartenant à la famille des Psammocoridae.